# Бадмаев, Михаил Васильевич
Михаи́л Васи́льевич Бадма́ев или Дик Бадмаев (годы жизни не известны, предположительно вторая половина XIX века — второе десятилетие XX века) — зайсан Багацохуровского улуса, один из первых представителей калмыцкой интеллигенции конца XIX — начала XX веков, врач, православный миссионер, автор учебных пособий для калмыцких улусных школ.

## Биография
В 1884 году Дик Бадмаев закончил Астраханское калмыцкое училище, после чего поступил в Казанский ветеринарный институт. В этом же году стал преподавать калмыцкий язык в Казанской духовной академии, в которой впоследствии он проработал до 1894 года.
В 1887 году был командирован в Калмыцкую степь, после возвращения стал заниматься написанием книг на калмыцком языке, среди которых был букварь и православный молитвенник. В 1888 году Дик Бадмаев принял крещение и стал называться Михаилом Васильевичем. Сотрудничал с переводческим комитетом братства святого Гурия в работе по переводу православных книг на калмыцкий язык.
После окончания Казанского ветеринарного института Михаил Бадмаев поступил на медицинский факультет Казанского университета и в Казанскую инородческую учительскую семинарию. Будучи студентом медицинского факультета он написал на тодо бичиг медицинское популярное сочинение «Общепонятное наставление калмыкам и о том, как должно жить, чтобы не заболеть холерой и как подать первоначальную помощь заболевшим холерой до прибытия врача», которое им же было переведено на русский язык и издано в Казани в 1893 году. Обучение на медицинском университете он закончил в 1892 году. В 1894 году Михаил Бадмаев издал «Букварь для калмыцких улусных школ» и «Первоначальный учебник русского языка».
После окончания обучения в Казани Михаил Бадмаев подал прошение в Управление кочующим народом Ставропольской губернии. Через некоторое время подал в отставку и переехал в Ростов-на-Дону. В 1911 году благодаря содействию Семёна Залкинда Михаил Бадмаев вернулся в Калмыцкую степь, где участвовал в работе микробиологической экспедиции, которую возглавлял Илья Мечников.
В 1913—1914 годах Михаил Бадмаев работал в Башанте в улусной больнице. После начала I мировой войны он был мобилизован на военную службу.